# Bermuda Triangle (jeu vidéo, 1987)
Pour les articles homonymes, voir Bermuda Triangle.
Bermuda Triangle (World Wars) est un jeu d'arcade de type shoot 'em up créé par SNK et sorti sur borne d'arcade (sur le système Triple Z80 Based) en 1987,,,.